# Istanbul Hezarfen Vliegveld
Dit artikel gaat over de luchthaven. Zie Hezârfen Ahmet Çelebi voor de legendarische Ottomaanse vliegenier waarnaar hij is vernoemd.
Istanbul Hezarfen Vliegveld (Turks: İstanbul Hezarfen Havaalanı) is een particuliere luchthaven voor algemene luchtvaart in het district Çatalca in Istanbul. De faciliteit, een van de vier luchthavens in Istanbul, is vernoemd naar Hezârfen Ahmet Çelebi, een legendarische Ottomaanse vlieger, die naar verluidt in de 17e eeuw over de Bosporus vloog, zoals verteld door een hedendaagse reiziger Evliya Çelebi.
De 200 hectare vliegveld is gelegen op een schiereiland, omringd door het meer Büyükçekmece in het zuiden en door de snelweg O-3 in het noorden. Het is 50 km ten westen van Istanbul. Het dient sinds 1992 als de eerste internationaal erkende privéluchthaven in Turkije.

## Hezarfen Hobbyland
Het vliegveld, ook weleens "Hezarfen Hobbyland" genoemd, biedt faciliteiten voor modelvliegtuigen vliegen, modelautoracen, motorcross, dragracing (auto's en motorfietsen), auto- en bestuurdertesten en vluchtsimulatie.
Naast het "Istanbul Aviation Festival" dat elk jaar in juni wordt gehouden, organiseerde het vliegveld ook het openluchtmuziekfestival Rock'n Coke, dat van 2003 tot 2013 jaarlijks in september werd gehouden gedurende twee dagen en ongeveer 30.000 muziekfans trok.
Het vliegveld is de thuisbasis van een luchtvaartschool die luchtverkeersleiders, vliegtuigen met vaste vleugels en helikopterpiloten opleidt. De enige civiele aerobatics school en team van Turkije is ook hier gevestigd. Een andere school op de site is voor het trainen van motorracen.
Andere sociale voorzieningen die worden aangeboden door Hezarfen Hobbyland zijn een restaurant en gebouwen voor zakelijke congressen, beurzen en tentoonstellingen. Het openbare recreatiegebied omvat ook een speeltuin voor kinderen, een skateboardterrein en een 2.500m-baan rond het vliegveld om te joggen en fietsen, naast een picknick-en-barbecueplaats.

## Galerij

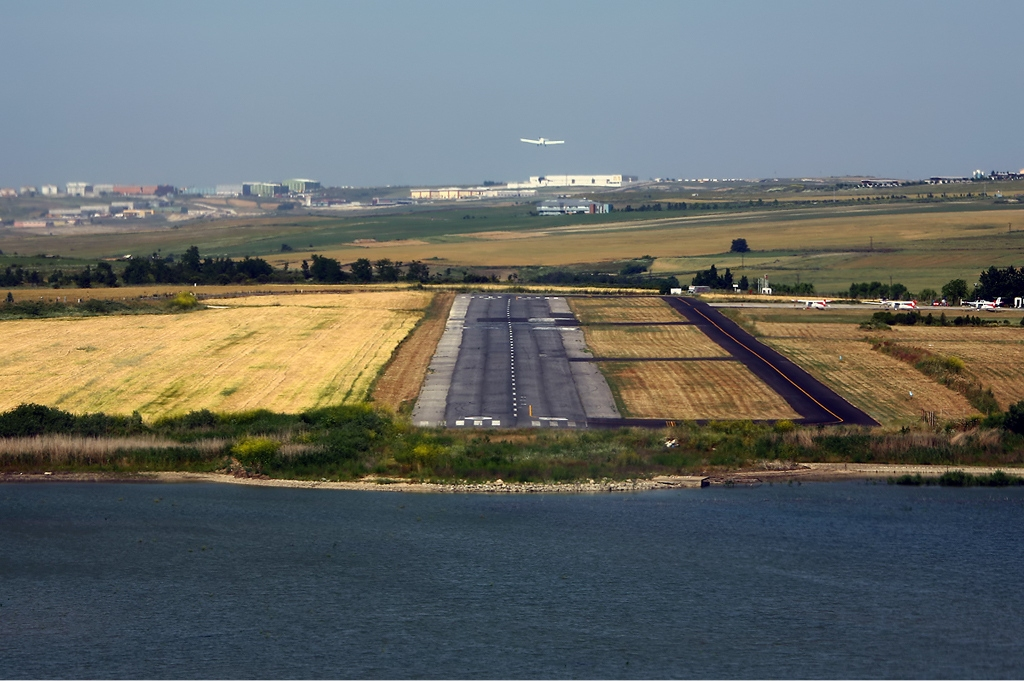